# 1918 en philosophie
Chronologie de la philosophie
- 1914
- 1915
- 1916
- 1917
- 1918
- 1919
- 1920
- 1921
- 1922

L’année 1918 a été marquée, en philosophie, par les événements suivants :

## Publications
- Oswald Spengler : première partie de Le Déclin de l'Occident
- William Inge (prêtre) (en), La Philosophie de Plotin
- Moritz Schlick : Théorie générale de la connaissance, Berlin

## Naissances
- 9 juin : John Hospers (en) (USA, -2011)
- 16 octobre : Louis Althusser (France, -1990)

## Décès
- 26 janvier : Jules Lachelier, philosophe français, né en 1832, mort à 85 ans.
- 4 avril : Hermann Cohen (Allemagne, 1842-)
- 30 mai : Gueorgui Plekhanov (Russie, 1856-)
- 28 septembre : Georg Simmel, et sociologue allemand, né en 1858, mort à 60 ans.